# Caribbomerus attenuatus
Caribbomerus attenuatus là một loài bọ cánh cứng trong họ Cerambycidae.